# Kurt Schmidt-Clausen
Kurt Schmidt-Clausen (né le 1er octobre 1920 à Hanovre, mort le 25 janvier 1993 dans la même ville) est un théologien luthérien allemand.

## Biographie
Il a l'abitur en 1939. En 1943, il s'inscrit à l'université de Vienne pour étudier la théologie protestante puis continue à Göttingen de 1946 à 1949, faisant cependant un semestre à Christ Church, Oxford. Il est ensuite vicaire et va au séminaire de Loccum, il reçoit l'ordination en 1951.
Il devient pasteur de la Neustädter Kirche de Hanovre. De 1955 à 1961, il accepte un pastorat à Wunstorf.
Après qu'il assiste à la deuxième assemble plénière du Conseil œcuménique des Églises en 1954 et à la troisième assemblée générale de la Fédération luthérienne mondiale en 1957, il est élu secrétaire générale adjoint en 1959 puis secrétaire générale de la Fédération en 1960 ; il démissionne en 1974. En 1961, il obtient son doctorat de théologie à Göttingen, est membre de la nouvelle communauté fondée par Christhard Mahrenholz pour l'abbaye d'Amelungsborn et participe à la troisième assemble plénière du COE. En 1963, il vient à la quatrième assemblée de la FLM et à la cinquième en 1968.
En 1965, il intègre le comité de direction de l'Église évangélique-luthérienne de Hanovre. De 1970 jusqu'à sa retraite en 1982, il est surintendant de la paroisse évangélique d'Osnabrück.
Schmidt-Clausen est président de 1968 à 1986 de la Société d'histoire de l'église de Basse-Saxe et de 1971 à 1989 abbé d'Amelungsborn. Il est aussi membre du Deutscher Koordinierungsrat der Gesellschaften für Christlich-Jüdische Zusammenarbeit.

## Annexe

### Source de la traduction
- (de) Cet article est partiellement ou en totalité issu de l’article de Wikipédia en allemand intitulé « Kurt Schmidt-Clausen » (voir la liste des auteurs).